# Mistrzostwa Świata w Hokeju na Lodzie 2012 (I Dywizja)
Mistrzostwa Świata w Hokeju na Lodzie Mężczyzn I dywizji 2012 odbyły się w dwóch państwach: w Słowenii (Lublana) oraz w Polsce (Krynica-Zdrój). Zawody rozgrywane były w dniach 15–21 kwietnia. Był to pierwszy turniej I dywizji po reformie przeprowadzonej przez IIHF.
W mistrzostwach drugiej dywizji uczestniczyło 12 zespołów, które zostały podzielone na dwie grupy po 6 zespołów. Rozgrywały one mecze systemem każdy z każdym. Pierwsza oraz druga drużyna turnieju grupy A awansowały do mistrzostw świata elity w 2013 roku, ostatni zespół grupy A w 2013 roku zagrał w grupie B, zastępując zwycięzcę turnieju grupy B. Najsłabsza drużyna grupy B spadła do drugiej dywizji.
Hale, w których odbyły się zawody to:
- Arena Stožice (Lublana)
- Hala MOSiR (Krynica-Zdrój)

## Grupa A
Wyniki
| 15 kwietnia 2012 | Japonia | 1:5 | Węgry | Arena Stožice, Lublana |

| Szczegóły      | Szczegóły              | Szczegóły       | Szczegóły                                                                                                 | Szczegóły                                  |
| -------------- | ---------------------- | --------------- | --- | ------------------------------------------ |
| Godzina: 13:00 | S. Yanadori 57:49 (EQ) | (0:2, 0:2, 1:1) | 05:39 (EQ) B. Magosi 12:02 (EQ) A. Horváth 33:18 (PP) I. Sofron 39:13 (PP) C. Kovács 55:13 (EQ) A. Mihaly | Widzów: 1652 Sędzia główny: Aleksi Rantala |

| 15 kwietnia 2012 | Ukraina | 4:5 | Austria | Arena Stožice, Lublana |

| Szczegóły      | Szczegóły                                                                                           | Szczegóły       | Szczegóły                                                                                             | Szczegóły                                    |
| -------------- | --------------------------------------------------------------------------------------------------- | --------------- | --- | -------------------------------------------- |
| Godzina: 16:30 | O. Tymczenko 13:07 (PP) O. Pobiedonoscew 32:20 (PP) O. Tymczenko 34:36 (EQ) O. Tymczenko 57:02 (PP) | (1:1, 2:4, 1:0) | 03:01 (PP) M. Geier 20:47 (EQ) T. Raffl 21:36 (EQ) J. Kirsits 22:24 (EQ) D. Welser 29:18 (EQ) T. Koch | Widzów: 1419 Sędzia główny: Aleksiej Rawodin |

| 15 kwietnia 2012 | Wielka Brytania | 2:3 | Słowenia | Arena Stožice, Lublana |

| Szczegóły      | Szczegóły                                   | Szczegóły       | Szczegóły                                                        | Szczegóły                               |
| -------------- | ------------------------------------------- | --------------- | ---------------------------------------------------------------- | --------------------------------------- |
| Godzina: 20:30 | C. Shields 06:31 (EQ) C. Peacock 21:15 (EQ) | (1:2, 1:0, 0:1) | 03:35 (EQ) Z. Jeglič 12:35 (EQ) D. Rodman 56:01 (EQ) T. Razingar | Widzów: 9861 Sędzia główny: Jozef Kubus |

| 16 kwietnia 2012 | Węgry | 3:1 | Ukraina | Arena Stožice, Lublana |

| Szczegóły      | Szczegóły                                                       | Szczegóły       | Szczegóły                   | Szczegóły                               |
| -------------- | --------------------------------------------------------------- | --------------- | --------------------------- | --------------------------------------- |
| Godzina: 13:00 | N. Galanisz 10:04 (EQ) L. Sikorcin 11:35 (EQ) J. Vas 58:46 (EN) | (2:0, 0:0, 1:1) | 43:43 (EQ) O. Pobiedonoscew | Widzów: 1020 Sędzia główny: Jozef Kubus |

| 16 kwietnia 2012 | Austria | 7:3 | Wielka Brytania | Arena Stožice, Lublana |

| Szczegóły      | Szczegóły | Szczegóły       | Szczegóły                                                         | Szczegóły                                 |
| -------------- | --- | --------------- | ----------------------------------------------------------------- | ----------------------------------------- |
| Godzina: 16:30 | T. Hundertpfund 07:48 (PP) G. Baumgartner 09:12 (EQ) M. Latusa 09:37 (EQ) G. Baumgartner 21:17 (PP) T. Hundertpfund 34:38 (EQ) M. Latusa 43:34 (PP) R. Herburger 52:56 (EQ) | (3:0, 2:2, 2:1) | 33:03 (EQ) C. Shields 38:23 (EQ) C. Shields 50:27 (PP) C. Neilson | Widzów: 986 Sędzia główny: Aleksi Rantala |

| 16 kwietnia 2012 | Słowenia | 4:2 | Japonia | Arena Stožice, Lublana |

| Szczegóły      | Szczegóły                                                                            | Szczegóły       | Szczegóły                                    | Szczegóły                                 |
| -------------- | ------------------------------------------------------------------------------------ | --------------- | -------------------------------------------- | ----------------------------------------- |
| Godzina: 20:00 | M. Robar 11:03 (EQ) D. Rodman 27:24 (PP) A. Kranjc 58:40 (PP) T. Razingar 59:49 (EN) | (1:0, 1:1, 2:1) | 34:57 (EQ) R. Tanaka 47:23 (EQ) T. Yamashita | Widzów: 8070 Sędzia główny: Eduards Odins |

| 18 kwietnia 2012 | Ukraina | 3:4 pd. | Wielka Brytania | Arena Stožice, Lublana |

| Szczegóły      | Szczegóły                                                                        | Szczegóły            | Szczegóły                                                                    | Szczegóły                                |
| -------------- | -------------------------------------------------------------------------------- | -------------------- | ---------------------------------------------------------------------------- | ---------------------------------------- |
| Godzina: 13:00 | O. Pobiedonoscew 13:29 (EQ) S. Kłymentjew 35:07 (PP) O. Pobiedonoscew 35:51 (EQ) | (1:0, 2:3, 0:0, 0:1) | 23:05 (PS) R. Dowd 30:46 (SH) M. Myers 32:53 (EQ) R. Dowd 61:46 (EQ) R. Dowd | Widzów: 360 Sędzia główny: Eduards Odins |

| 18 kwietnia 2012 | Austria | 3:4 pk. | Japonia | Arena Stožice, Lublana |

| Szczegóły      | Szczegóły                                                        | Szczegóły                 | Szczegóły                                                                     | Szczegóły                              |
| -------------- | ---------------------------------------------------------------- | ------------------------- | ----------------------------------------------------------------------------- | -------------------------------------- |
| Godzina: 16:30 | M. Altmann 11:52 (EQ) S. Ulmer 29:13 (EQ) M. Trattnig 47:20 (PP) | (1:0, 1:2, 1:1, 0:0, 0:1) | 25:25 (PP) S. Kuji 36:47 (EQ) S. Kuji 48:33 (EQ) S. Kuji 65:00 (PS) G. Tanaka | Widzów: 640 Sędzia główny: Jozef Kubus |

| 18 kwietnia 2012 | Słowenia | 4:1 | Węgry | Arena Stožice, Lublana |

| Szczegóły      | Szczegóły                                                                            | Szczegóły       | Szczegóły         | Szczegóły                                    |
| -------------- | ------------------------------------------------------------------------------------ | --------------- | ----------------- | -------------------------------------------- |
| Godzina: 20:00 | R. Sabolič 02:55 (EQ) B. Gregorc 26:13 (PP) D. Rodman 27:09 (EQ) R. Tičar 47:27 (PP) | (1:0, 2:0, 1:1) | 50:25 (PP) M. Vas | Widzów: 9563 Sędzia główny: Aleksiej Rawodin |

| 19 kwietnia 2012 | Wielka Brytania | 0:5 | Japonia | Arena Stožice, Lublana |

| Szczegóły      | Szczegóły | Szczegóły       | Szczegóły                                                                          | Szczegóły                                   |
| -------------- | --------- | --------------- | ---------------------------------------------------------------------------------- | ------------------------------------------- |
| Godzina: 13:00 |           | (0:2, 0:2, 0:1) | 09:10 H. Ueno 13:02 H. Ueno 31:34 H. Kawashima 33:48 S. Yanadori 48:50 K. Mitamura | Widzów: 680 Sędzia główny: Aleksiej Rawodin |

| 19 kwietnia 2012 | Węgry | 2:7 | Austria | Arena Stožice, Lublana |

| Szczegóły      | Szczegóły                                | Szczegóły       | Szczegóły | Szczegóły                                 |
| -------------- | ---------------------------------------- | --------------- | --- | ----------------------------------------- |
| Godzina: 16:30 | N. Galanisz 04:50 (EQ) M. Vas 10:47 (PP) | (2:1, 0:2, 0:4) | 06:27 (EQ) S. Geier 22:58 (PP) G. Unterluggauer 38:49 (EQ) M. Latusa 43:26 (EQ) P. Harand 51:58 (EQ) G. Unterluggauer 53:38 (PP) M. Latusa 55:36 (EQ) G. Baumgartner | Widzów: 4250 Sędzia główny: Eduards Odins |

| 19 kwietnia 2012 | Słowenia | 3:2 | Ukraina | Arena Stožice, Lublana |

| Szczegóły      | Szczegóły                                                     | Szczegóły       | Szczegóły                                      | Szczegóły                                  |
| -------------- | ------------------------------------------------------------- | --------------- | ---------------------------------------------- | ------------------------------------------ |
| Godzina: 20:00 | R. Sabolič 21:53 (EQ) R. Tičar 29:13 (EQ) R. Tičar 44:25 (PP) | (0:1, 2:1, 1:0) | 12:45 (EQ) A. Michnow 24:25 (PP) O. Szafarenko | Widzów: 9450 Sędzia główny: Aleksi Rantala |

| 21 kwietnia 2012 | Japonia | 1:2 pk. | Ukraina | Arena Stožice, Lublana |

| Szczegóły      | Szczegóły            | Szczegóły                 | Szczegóły                                      | Szczegóły                                 |
| -------------- | -------------------- | ------------------------- | ---------------------------------------------- | ----------------------------------------- |
| Godzina: 13:00 | R. Tanaka 47:16 (EQ) | (0:1, 0:0, 1:0, 0:0, 0:1) | 08:48(EQ) J. Nawarenko 65:00 (PS) A. Bondariew | Widzów: 640 Sędzia główny: Aleksi Rantala |

| 21 kwietnia 2012 | Węgry | 4:5 | Wielka Brytania | Arena Stožice, Lublana |

| Szczegóły      | Szczegóły                                                                        | Szczegóły       | Szczegóły                                                                                              | Szczegóły                                 |
| -------------- | -------------------------------------------------------------------------------- | --------------- | --- | ----------------------------------------- |
| Godzina: 16:30 | M. Vas 03:05 (EQ) C. Kovács 06:54 (EQ) I. Sofron 21:40 (PS) A. Mihaly 36:25 (EQ) | (2:2, 2:2, 0:1) | 01:53 (EQ) J. Phillips 17:43 (PP) R. Dowd 34:02 (PP) O. Fussey 34:02 (PP) D. Clarke 48:29 (PS) R. Dowd | Widzów: 2460 Sędzia główny: Eduards Odins |

| 21 kwietnia 2012 | Austria | 2:3 | Słowenia | Arena Stožice, Lublana |

| Szczegóły      | Szczegóły                                       | Szczegóły       | Szczegóły                                                     | Szczegóły                                     |
| -------------- | ----------------------------------------------- | --------------- | ------------------------------------------------------------- | --------------------------------------------- |
| Godzina: 20:00 | G. Unterluggauer 25:46 (EQ) T. Raffl 28:09 (PP) | (0:0, 2:3, 0:0) | 24:07 (EQ) A. Hebar 26:08 (EQ) M. Rodman 37:10 (EQ) A. Kranjc | Widzów: 10500 Sędzia główny: Aleksiej Rawodin |

Tabela
| Lp. | Zespół          | M | W | WpD | PpD | P | G + | G - | +/- | Pkt |
| --- | --------------- | - | - | --- | --- | - | --- | --- | --- | --- |
| 1   | Słowenia        | 5 | 5 | 0   | 0   | 0 | 17  | 9   | +8  | 15  |
| 2   | Austria         | 5 | 3 | 0   | 1   | 1 | 24  | 16  | +8  | 10  |
| 3   | Węgry           | 5 | 2 | 0   | 0   | 3 | 15  | 18  | -3  | 6   |
| 4   | Japonia         | 5 | 1 | 1   | 1   | 2 | 13  | 14  | -1  | 6   |
| 5   | Wielka Brytania | 5 | 1 | 1   | 0   | 3 | 14  | 22  | -8  | 5   |
| 6   | Ukraina         | 5 | 0 | 1   | 1   | 3 | 12  | 16  | -4  | 3   |

Lp. = lokata, M = liczba rozegranych spotkań, W = Wygrane, WpD = Wygrane po dogrywce lub karnych, PpD = Porażki po dogrywce lub karnych, P = Porażki, G+ = Gole strzelone, G- = Gole stracone, Pkt = Liczba zdobytych punktów,       = awans do elity       = pozostanie w I dywizji, grupy A       = spadek do I dywizji, grupy B
Punktacja kanadyjska
| Zawodnik                | Mecze | Gole | Asysty | Punkty | Klas. +/− | Kary |
| ----------------------- | ----- | ---- | ------ | ------ | --------- | ---- |
| Robert Dowd             | 5     | 5    | 4      | 9      | 0         | 6    |
| Manuel Latusa           | 5     | 5    | 2      | 7      | +1        | 2    |
| Colin Shields           | 5     | 3    | 4      | 7      | -2        | 0    |
| Gregor Baumgartner      | 5     | 3    | 3      | 6      | +4        | 2    |
| Rok Tičar               | 5     | 3    | 3      | 6      | +4        | 4    |
| Ołeksandr Pobiedonoscew | 5     | 4    | 1      | 5      | -1        | 0    |

Źródło: IIHF.com
Nagrody indywidualne
Dyrektoriat turnieju wybrał trójkę najlepszych zawodników, po jednej na każdej pozycji:
- Bramkarz:  Robert Kristan
- Obrońca:  Matthias Trattnig
- Napastnik:  Manuel Latusa

Drużyna gwiazd wybrana przez dziennikarzy:
- Bramkarz:  Robert Kristan
- Obrońcy:  Matthias Trattnig,  Ołeksandr Pobiedonoscew
- Napastnicy:  Rok Tičar,  Manuel Latusa,  Kuji Shūhei

- Najbardziej Wartościowy Zawodnik (MVP):  Robert Kristan

## Grupa B
Wyniki
| 15 kwietnia 2012 | Australia | 4:8 | Korea Południowa | Hala MOSiR, Krynica-Zdrój |

| Szczegóły      | Szczegóły                                                                             | Szczegóły       | Szczegóły | Szczegóły                                |
| -------------- | ------------------------------------------------------------------------------------- | --------------- | --- | ---------------------------------------- |
| Godzina: 13:00 | T. Powell 10:10 (EQ) T. Powell 15:05 (EQ) J. Harding 19:23 (PP) L. Webster 24:43 (PP) | (3:3, 1:1, 0:4) | 03:37 (PP) Kim H. 05:01 (EQ) Lee Y. 19:00 (SH) Kim W.-J. 32:29 (EQ) Lee Y. 44:05 (EQ) Park W. 55:47 (EQ)Kim K. 57:18 (EQ) Kim G. 59:58 (EQ) Kim S.-W. | Widzów: 450 Sędzia główny: Stephan Bauer |

| 15 kwietnia 2012 | Rumunia | 1:4 | Holandia | Hala MOSiR, Krynica-Zdrój |

| Szczegóły      | Szczegóły           | Szczegóły       | Szczegóły                                                                                         | Szczegóły                              |
| -------------- | ------------------- | --------------- | ------------------------------------------------------------------------------------------------- | -------------------------------------- |
| Godzina: 16:30 | R. Gliga 27:53 (EQ) | (0:0, 1:3, 0:1) | 34:21 (PP) I. van den Heuvel 35:23 (PP) D. Hagemeijer 38:31 (EQ) D. Hagemeijer 56:55 (EQ) M. Kras | Widzów: 250 Sędzia główny: Pavel Hodek |

| 15 kwietnia 2012 | Litwa | 0:9 | Polska | Hala MOSiR, Krynica-Zdrój |

| Szczegóły      | Szczegóły | Szczegóły       | Szczegóły | Szczegóły                                   |
| -------------- | --------- | --------------- | --- | ------------------------------------------- |
| Godzina: 20:30 |           | (0:2, 0:4, 0:3) | 10:11 (PP) P. Sarnik 11:55 (EQ) K. Dziubiński 20:31 (EQ) L. Laszkiewicz 24:42 (EQ) M. Kolusz 33:15 (EQ) M. Csorich 39:13 (EQ) M. Łopuski 46:44 (EQ) G. Pasiut 47:27 (EQ) K. Dziubiński 55:53 (PP) P. Dronia | Widzów: 3000 Sędzia główny: Daniel Stricker |

| 16 kwietnia 2012 | Holandia | 6:2 | Australia | Hala MOSiR, Krynica-Zdrój |

| Szczegóły      | Szczegóły | Szczegóły       | Szczegóły                                  | Szczegóły                                  |
| -------------- | --- | --------------- | ------------------------------------------ | ------------------------------------------ |
| Godzina: 13:00 | K. Bruijsten 18:04 (EQ) M. Dalhuisen 26:56 (EQ) M. Kars 28:29 (PP) M. Postma 34:28 (PP) K. Bruijsten 47:57 (PP) K. Bruijsten 51:45 (EQ) | (1:1, 3:1, 2:0) | 00:37 (EQ) N. Walker 37:53 (EQ) L. Webster | Widzów: 150 Sędzia główny: Daniel Stricker |

| 16 kwietnia 2012 | Korea Południowa | 3:0 | Litwa | Hala MOSiR, Krynica-Zdrój |

| Szczegóły      | Szczegóły                                              | Szczegóły       | Szczegóły | Szczegóły                            |
| -------------- | ------------------------------------------------------ | --------------- | --------- | ------------------------------------ |
| Godzina: 16:30 | Kim G. 12:52 (EQ) Kim W. 17:23 (EQ) Park W. 19:47 (EQ) | (3:0, 0:0, 0:0) |           | Widzów: 100 Sędzia główny: Matt Kirk |

| 16 kwietnia 2012 | Polska | 10:0 | Rumunia | Hala MOSiR, Krynica-Zdrój |

| Szczegóły      | Szczegóły | Szczegóły       | Szczegóły | Szczegóły                                 |
| -------------- | --- | --------------- | --------- | ----------------------------------------- |
| Godzina: 20:00 | M. Łopuski 01:07 (EQ) K. Zapała 16:15 (EQ) D. Słaboń 19:49 (EQ) M. Łopuski 26:40 (PP) L. Laszkiewicz 32:17 (EQ) D. Słaboń 38:59 (PP) J. Rzeszutko 47:01 (EQ) L. Laszkiewicz 47:52 (PP) K. Dziubiński 52:55 (EQ) K. Dziubiński 58:58 (PP) | (3:0, 3:0, 4:0) |           | Widzów: 1500 Sędzia główny: Stephan Bauer |

| 18 kwietnia 2012 | Korea Południowa | 6:1 | Rumunia | Hala MOSiR, Krynica-Zdrój |

| Szczegóły      | Szczegóły | Szczegóły       | Szczegóły            | Szczegóły                                |
| -------------- | --- | --------------- | -------------------- | ---------------------------------------- |
| Godzina: 13:00 | Lee Yo. 11:16 (PP) Ahn H. 13:04 (EQ) Kim H. 16:02 (EQ) Lee Yu. 29:21 (PP) Kim H. 45:34 (SH) Lee Yu. 55:38 (EQ) | (3:0, 1:0, 2:1) | 59:56 (PP) Z. Molnar | Widzów: 150 Sędzia główny: Stephan Bauer |

| 18 kwietnia 2012 | Australia | 2:3 | Litwa | Hala MOSiR, Krynica-Zdrój |

| Szczegóły      | Szczegóły                                  | Szczegóły       | Szczegóły                                                                  | Szczegóły                              |
| -------------- | ------------------------------------------ | --------------- | -------------------------------------------------------------------------- | -------------------------------------- |
| Godzina: 16:30 | M. Schlamp 23:30 (EQ) T. Graham 39:59 (PP) | (0:2, 2:1, 0:0) | 04:49 (EQ) P. Rulevičius 08:52 (EQ) N. Ališauskas 28:38 (PP) N. Ališauskas | Widzów: 170 Sędzia główny: Pavel Hodek |

| 18 kwietnia 2012 | Polska | 5:1 | Holandia | Hala MOSiR, Krynica-Zdrój |

| Szczegóły      | Szczegóły | Szczegóły       | Szczegóły               | Szczegóły                             |
| -------------- | --- | --------------- | ----------------------- | ------------------------------------- |
| Godzina: 20:00 | L. Laszkiewicz 08:01 (EQ) M. Kolusz 08:18 (EQ) M. Łopuski 30:12 (SH) M. Kolusz 48:08 (SH) J. Rzeszutko 55:42 (EQ) | (2:0, 1:0, 2:1) | 53:41 (PP) M. Dalhuisen | Widzów: 1900 Sędzia główny: Matt Kirk |

| 19 kwietnia 2012 | Litwa | 5:6 | Rumunia | Hala MOSiR, Krynica-Zdrój |

| Szczegóły      | Szczegóły                                                                                       | Szczegóły       | Szczegóły                                                                                  | Szczegóły                            |
| -------------- | ----------------------------------------------------------------------------------------------- | --------------- | ------------------------------------------------------------------------------------------ | ------------------------------------ |
| Godzina: 13:00 | N. Ališauskas 11:50 A. Bendzius 12:51 M. Kieras 17:23 D. Pliskauskas 39:41 D. Pliskauskas 41:03 | (3:1, 1:2, 1:3) | 06:12 A. Góga 25:57 E. Pysarenko 33:25 O. Biro 56:14 E. Mihály 56:28 I. Nagy 58:13 I. Nagy | Widzów: 140 Sędzia główny: Matt Kirk |

| 19 kwietnia 2012 | Holandia | 3:4 | Korea Południowa | Hala MOSiR, Krynica-Zdrój |

| Szczegóły      | Szczegóły                                                               | Szczegóły            | Szczegóły                                                               | Szczegóły                                 |
| -------------- | ----------------------------------------------------------------------- | -------------------- | ----------------------------------------------------------------------- | ----------------------------------------- |
| Godzina: 16:30 | M. Bruijsten (PP) 05:09 A. Demelinne (PP) 43:30 A. Demelinne (PP) 51:03 | (1:2, 0:1, 2:0, 0:1) | 13:48 (SH) Lee Y. 19:19 (EQ) Kim K. 32:47 (EQ) Kim G. 63:39 (EQ) Kim W. | Widzów: 85 Sędzia główny: Daniel Stricker |

| 19 kwietnia 2012 | Polska | 5:3 | Australia | Hala MOSiR, Krynica-Zdrój |

| Szczegóły      | Szczegóły | Szczegóły       | Szczegóły                                                              | Szczegóły                               |
| -------------- | --- | --------------- | ---------------------------------------------------------------------- | --------------------------------------- |
| Godzina: 20:00 | J. Rzeszutko 14:33 (EQ) J. Witecki 35:18 (EQ) M. Kolusz 37:49 (EQ) P. Dronia 38:44 (EQ) D. Słaboń 44:23 (EQ) | (1:0, 3:2, 1:1) | 20:27 (EQ) N. Walker 38:59 (EQ) S. Stephenson 59:42 (EQ) T. Stephenson | Widzów: 2000 Sędzia główny: Pavel Hodek |

| 21 kwietnia 2012 | Holandia | 7:1 | Litwa | Hala MOSiR, Krynica-Zdrój |

| Szczegóły      | Szczegóły | Szczegóły       | Szczegóły              | Szczegóły                             |
| -------------- | --- | --------------- | ---------------------- | ------------------------------------- |
| Godzina: 13:00 | J-J. Natte 16:39 (EQ) D. Hagemeijer 18:23 (EQ) A. Demelinne 32:22 (EQ) D. Hagemeijer 44:01 (PP) L. Houkes 44:59 (EQ) M. Postma 46:50 (PP) I. van den Heuvel 52:02 (SH) | (2:0, 1:1, 4:0) | 27:22 (PP) D. Bogdziul | Widzów: 70 Sędzia główny: Pavel Hodek |

| 21 kwietnia 2012 | Rumunia | 5:3 | Australia | Hala MOSiR, Krynica-Zdrój |

| Szczegóły      | Szczegóły                                                                                             | Szczegóły       | Szczegóły                                                                  | Szczegóły                                |
| -------------- | --- | --------------- | -------------------------------------------------------------------------- | ---------------------------------------- |
| Godzina: 16:30 | S. Szőcs 01:54 (EQ) S. Szőcs 13:32 (EQ) E. Pysarenko 38:22 (EQ) L. Zsók 51:25 (EQ) A. Góga 52:00 (EQ) | (2:2, 1:0, 2:1) | 09:25 (EQ) S. Stephenson 18:35 (EQ) T. Stephenson 51:45 (EQ) S. Stephenson | Widzów: 250 Sędzia główny: Stephan Bauer |

| 21 kwietnia 2012 | Korea Południowa | 3:2 | Polska | Hala MOSiR, Krynica-Zdrój |

| Szczegóły      | Szczegóły                                             | Szczegóły       | Szczegóły                                 | Szczegóły                             |
| -------------- | ----------------------------------------------------- | --------------- | ----------------------------------------- | ------------------------------------- |
| Godzina: 20:00 | Kim W. 17:42 (EQ) Sin S. 25:52 (EQ) Kim H. 51:39 (EQ0 | (1:2, 1:0, 1:0) | 07:23 (EQ) J. Gabryś 13:08 (PP) P. Sarnik | Widzów: 3200 Sędzia główny: Matt Kirk |

Tabela
| Lp. | Zespół           | M | W | WpD | PpD | P | G + | G - | +/- | Pkt |
| --- | ---------------- | - | - | --- | --- | - | --- | --- | --- | --- |
| 1   | Korea Południowa | 5 | 4 | 1   | 0   | 0 | 24  | 10  | +14 | 14  |
| 2   | Polska           | 5 | 4 | 0   | 0   | 1 | 31  | 7   | +24 | 12  |
| 3   | Holandia         | 5 | 3 | 0   | 1   | 1 | 21  | 13  | +8  | 10  |
| 4   | Rumunia          | 5 | 2 | 0   | 0   | 3 | 13  | 28  | -15 | 6   |
| 5   | Litwa            | 5 | 1 | 0   | 0   | 4 | 9   | 27  | -18 | 3   |
| 6   | Australia        | 5 | 0 | 0   | 0   | 5 | 14  | 27  | -13 | 0   |

Lp. = lokata, M = liczba rozegranych spotkań, W = Wygrane, WpD = Wygrane po dogrywce lub karnych, PpD = Porażki po dogrywce lub karnych, P = Porażki, G+ = Gole strzelone, G- = Gole stracone, Pkt = Liczba zdobytych punktów,       = awans do I dywizji, grupy A       = pozostanie w I dywizji, grupy B       = spadek do II dywizji, grupy A
Punktacja kanadyjska
| Zawodnik             | Mecze | Gole | Asysty | Punkty | Klas. +/− | Kary |
| -------------------- | ----- | ---- | ------ | ------ | --------- | ---- |
| Marcin Kolusz        | 5     | 4    | 6      | 10     | +8        | 0    |
| Leszek Laszkiewicz   | 5     | 4    | 5      | 9      | +3        | 2    |
| Diederick Hagemeijer | 5     | 5    | 3      | 8      | -2        | 6    |
| Kim Won-jung         | 5     | 4    | 3      | 7      | +6        | 0    |
| Lee Yong-jun         | 5     | 3    | 3      | 6      | +2        | 2    |
| Damian Słaboń        | 5     | 3    | 3      | 6      | +3        | 0    |

Źródło: IIHF.com
Nagrody indywidualne
Dyrektoriat turnieju wybrał trójkę najlepszych zawodników, po jednej na każdej pozycji:
- Bramkarz:  Ian Meierdres
- Obrońca:  Adam Borzęcki
- Napastnik:  Marcin Kolusz

Drużyna gwiazd wybrana przez dziennikarzy:
- Bramkarz:  Przemysław Odrobny
- Obrońcy:  Adam Borzęcki,  Mike Dalhuisen
- Napastnicy:  Marcin Kolusz,  Leszek Laszkiewicz,  Diederick Hagemeijer

Nagroda fair play:  Holandia